# Octeto Español
L'Octeto Español va ser un conjunt musical català que va actuar entre els anys 1899 i 1906.
L'any 1899, després de fer una gira per França i Anglaterra que els portà a actuar al castell de Windsor davant de la reina Victòria i el Príncep de Gal·les, la companyia va tocar a Vilafranca del Penedès, en el teatre de la Unió (24 de setembre). A l'any següent l'octet va fer un cicle d'audicions del 30 de juliol al 24 de setembre en el "Gran Restaurante de Novedades" de Barcelona.
En el 1901 la companyia va viatjar als Estats Units per fer un seguit de recitals abans de desplaçar-se a l'any següent a Mèxic, on tocà en festes de l'alta societat. En aquest país s'hi quedaren quatre dels seus components: els violinistes Josep Rocabruna i Rafael Torelló i Ros, el pianista Joan Roure i el violoncel·lista i contrabaixista Guillem Ferrer i Clavé.
En l'any 1906, l'"Octeto Español" va fer una nova temporada al "Gran Teatro de Novedades", que s'inicià amb gran publicitat al 29 de setembre.

## Components
Els integrants del grup variaren força en les diverses temporades:
En la temporada 1899, el conjunt era format per Ricard Ruiz (primer violí, de València), Ignasi Castells (segon violí), Guillem Ferrer i Clavé (violoncel), Antoni Vila (piano), N.Roldós (flauta), Fèlix Cortada (contrabaix, d'Olesa de Montserrat), Enric Guadayol (clarinet, d'Artés) i Ramon Colomer (viola, de Vilafranca del Penedès).
En la temporada 1901-1902 hi hagué els músics Fortià Roldós (director artístic, de Vilassar de Dalt), els ja esmentats Ruiz, Cortada, Guadayol, Colomer i Ferrer (contrabaix), i Rafael Torelló i Ros (segon violí, de Sant Sadurní d'Anoia), Josep Rocabruna (de Barcelona) i Josep Roura (pianista).